# Catabola
 Catabola es un ciudad y municipio de la provincia de Bié, en Angola.

## Geografía
El término tiene una extensión superficial de 3.028 km² y una población de 224.802 habitantes.
Linda al norte con el municipio de Nharea; al este con el de Camacupa; al sur con el de Kuito; y al oeste con el de Cunhinga.
En el período colonial se llamava Nova Sintra.

## Comunicaciones
Aeródromo.